# Castillon-du-Gard
Pour les articles homonymes, voir Castillon.
Castillon-du-Gard est une commune française située dans l'est du département du Gard, en région Occitanie.
Exposée à un climat méditerranéen, elle est drainée par la Valliguière et par deux autres cours d'eau. Incluse dans les gorges du Gardon, la commune possède un patrimoine naturel remarquable : deux sites Natura 2000 (« le Gardon et ses gorges » et les « gorges du Gardon »)
Castillon-du-Gard est une commune rurale qui compte 1 681 habitants en 2022, après avoir connu une forte hausse de la population depuis 1962.  Ses habitants sont appelés les Castillonais ou Castillonaises.
Le patrimoine architectural de la commune comprend trois immeubles protégés au titre des monuments historiques : la chapelle Saint-Caprais de Castillon-du-Gard, inscrite en 1945, deux immeubles, inscrits en 1972, et l'ancienne forge de Castillon-du-Gard, inscrite en 1985.

## Géographie

### Localisation
La commune est située à 25 km de Nîmes et 27 km d'Avignon. Elle est desservie par l'autoroute A9 (sortie 23 Remoulins).
Le territoire de la commune est limitrophe de ceux de six communes :
| Flaux, La Capelle-et-Masmolène | Valliguières      |                         |
| Vers-Pont-du-Gard              | Castillon-du-Gard | Saint-Hilaire-d'Ozilhan |
|                                | Remoulins         |                         |

### Hydrographie
Le territoire de la commune est situé dans le Bassin Rhône-Méditerranée-Corse.
Le territoire de la commune est traversé par la Valiguière, le ruisseau de Font Grasse et le ruisseau de la fontaine du Cérier.

### Climat
Pour des articles plus généraux, voir Climat de l'Occitanie et Climat du Gard.
En 2010, le climat de la commune est de type climat méditerranéen franc, selon une étude s'appuyant sur une série de données couvrant la période 1971-2000. En 2020, Météo-France publie une typologie des climats de la France métropolitaine dans laquelle la commune est exposée à un climat méditerranéen et est dans la région climatique Provence, Languedoc-Roussillon, caractérisée par une pluviométrie faible en été, un très bon ensoleillement (2 600 h/an), un été chaud (21,5 °C), un air très sec en été, sec en toutes saisons, des vents forts (fréquence de 40 à 50 % de vents > 5 m/s) et peu de brouillards.
Pour la période 1971-2000, la température annuelle moyenne est de 14,7 °C, avec une amplitude thermique annuelle de 17,8 °C. Le cumul annuel moyen de précipitations est de 749 mm, avec 5,8 jours de précipitations en janvier et 2,9 jours en juillet. Pour la période 1991-2020, la température moyenne annuelle observée sur la station météorologique la plus proche, située sur la commune d'Uzès à 12 km à vol d'oiseau, est de 14,5 °C et le cumul annuel moyen de précipitations est de 809,4 mm,. Pour l'avenir, les paramètres climatiques de la commune estimés pour 2050 selon différents scénarios d'émission de gaz à effet de serre sont consultables sur un site dédié publié par Météo-France en novembre 2022.

### Milieux naturels et biodiversité

#### Espaces protégés
La protection réglementaire est le mode d’intervention le plus fort pour préserver des espaces naturels remarquables et leur biodiversité associée,.
La commune fait également partie des gorges du Gardon, un territoire  reconnu réserve de biosphère par l'UNESCO en 2015 pour l'importante biodiversité qui la caractérise, mariant garrigues, plaines agricoles et yeuseraies,.

#### Réseau Natura 2000

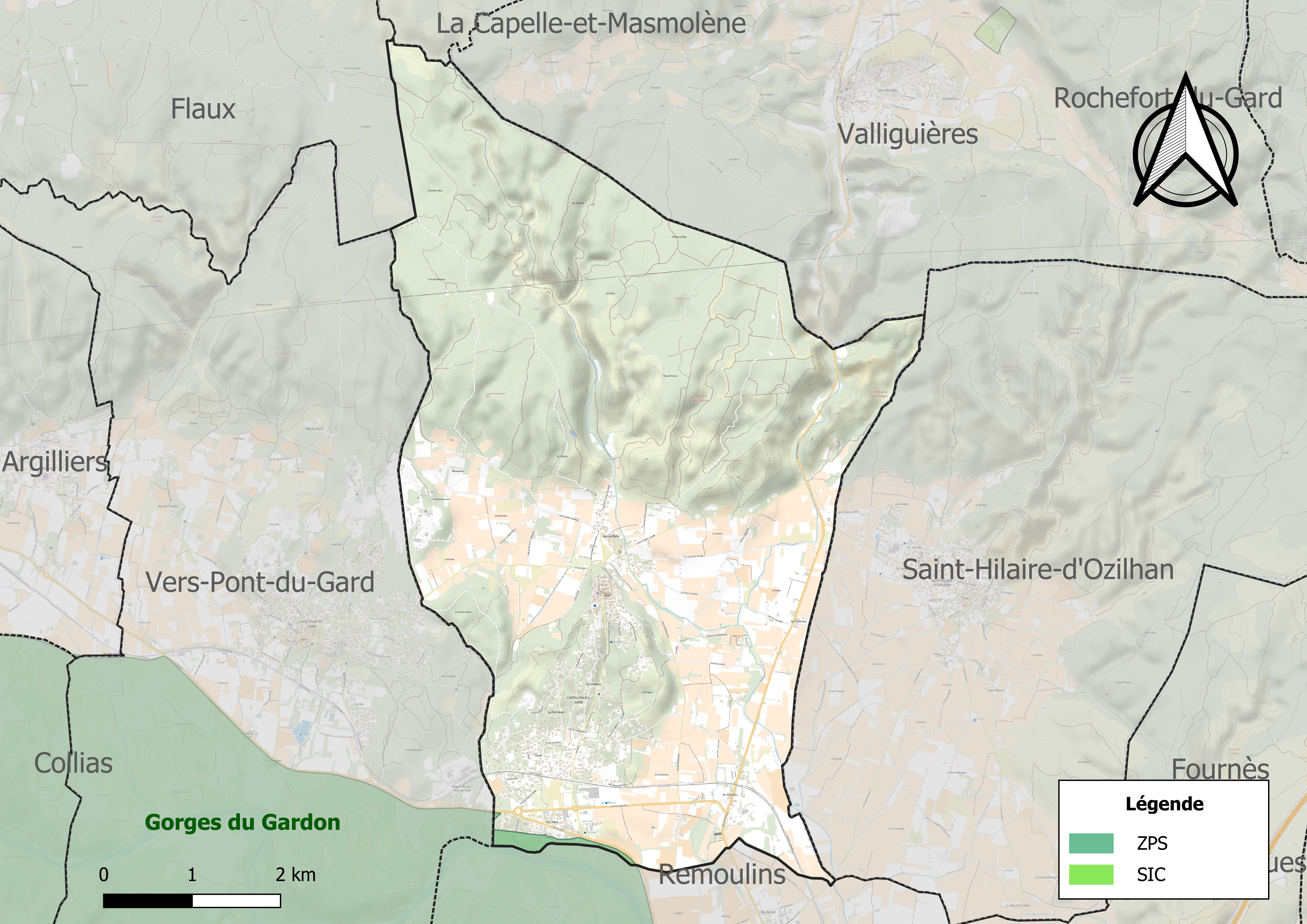
Site Natura 2000 sur le territoire communal.

Le réseau Natura 2000 est un réseau écologique européen de sites naturels d'intérêt écologique élaboré à partir des directives habitats et oiseaux, constitué de zones spéciales de conservation (ZSC) et de zones de protection spéciale (ZPS).
Un site Natura 2000 a été défini sur la commune au titre de la directive habitats :
- « le Gardon et ses gorges », d'une superficie de 7 009 ha, présentant une importante diversité des habitats et des espèces. Les nombreuses grottes permettent d'accueillir une bonne diversité de Chiroptères. Dans les gorges, se trouvent des formations de Chênes verts peu perturbées avec des espèces particulièrement rares (Cyclamen des Baléares)[14]

et un au titre de la directive oiseaux : 
- les « gorges du Gardon », d'une superficie de 7 024 ha, abritant trois espèces de rapaces remarquables, l'Aigle de Bonelli, le Circaète Jean-le-Blanc et le Vautour percnoptère[15].

## Urbanisme

### Typologie
Au 1er janvier 2024, Castillon-du-Gard est catégorisée bourg rural, selon la nouvelle grille communale de densité à sept niveaux définie par l'Insee en 2022.
Elle est située hors unité urbaine et hors attraction des villes,.

### Occupation des sols
L'occupation des sols de la commune, telle qu'elle ressort de la base de données européenne d’occupation biophysique des sols Corine Land Cover (CLC), est marquée par l'importance des forêts et milieux semi-naturels (55,8 % en 2018), en diminution par rapport à 1990 (58 %). La répartition détaillée en 2018 est la suivante : 
forêts (40 %), cultures permanentes (29,6 %), milieux à végétation arbustive et/ou herbacée (15,8 %), zones urbanisées (10 %), zones agricoles hétérogènes (3,5 %), mines, décharges et chantiers (1 %). L'évolution de l’occupation des sols de la commune et de ses infrastructures peut être observée sur les différentes représentations cartographiques du territoire : la carte de Cassini (XVIIIe siècle), la carte d'état-major (1820-1866) et les cartes ou photos aériennes de l'IGN pour la période actuelle (1950 à aujourd'hui).

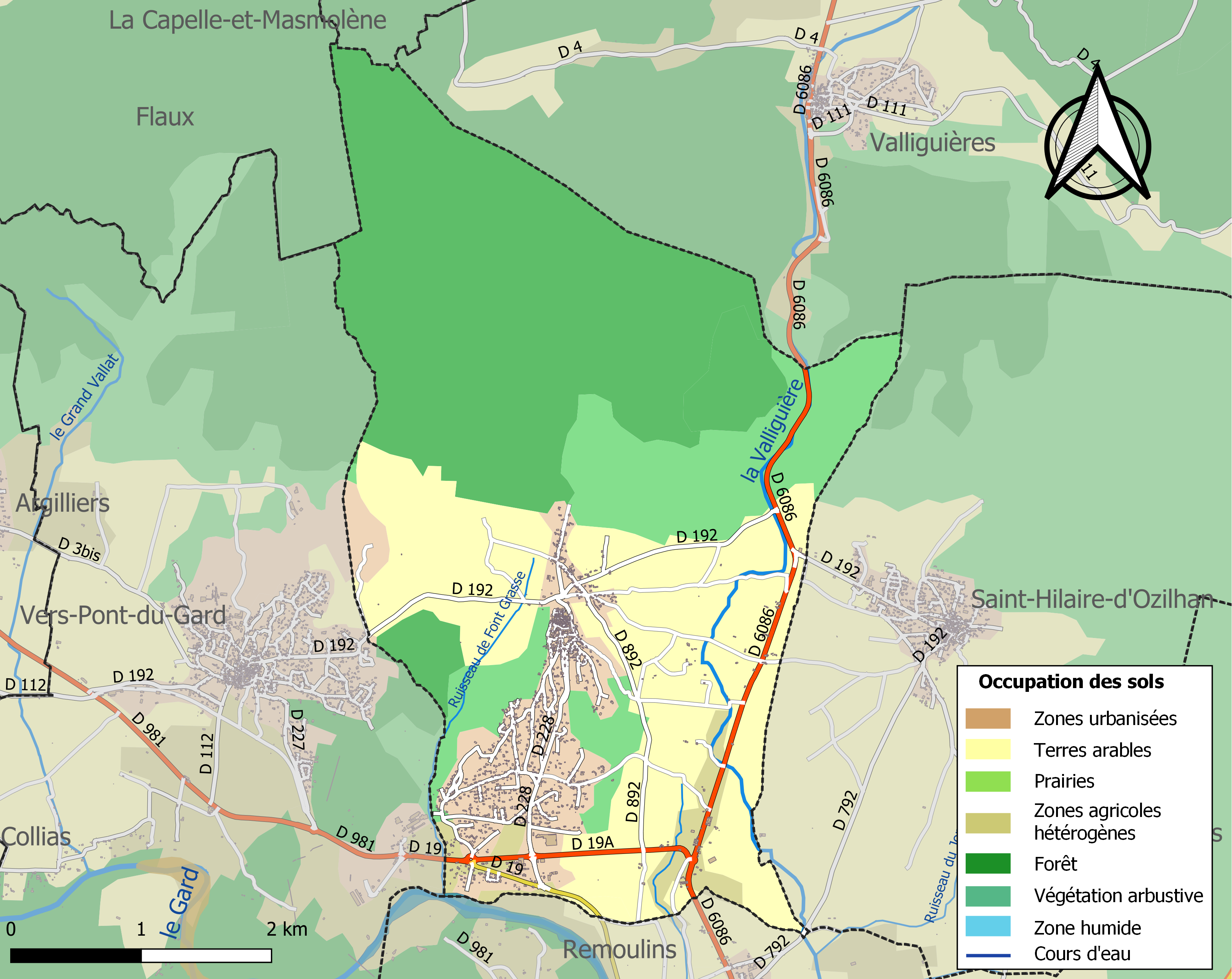
Carte des infrastructures et de l'occupation des sols de la commune en 2018 (CLC).

### Morphologie urbaine
- Castillon-du-Gard présente une morphologie urbaine singulière, profondément marquée par sa topographie et son héritage historique. Perché sur une "butte-témoin", ce "bourg rural" offre un exemple remarquable d'adaptation d'un noyau villageois ancien à son environnement, tout en intégrant les dynamiques d'évolution plus contemporaines.  Un Cœur Historique Fortifié et Dense  À l'origine "castrum" mentionné dès 1207, le centre ancien de Castillon-du-Gard conserve l'empreinte de son passé médiéval. Juché sur une colline calcaire, il domine le paysage environnant, offrant des vues panoramiques, notamment sur les gorges du Gardon et le célèbre Pont du Gard. Cette position stratégique a dicté une organisation urbaine resserrée et défensive.  Le noyau historique se caractérise par une forte densité bâtie. Les ruelles pavées, parfois étroites et sinueuses, s'entrelacent autour des vestiges de remparts et des "maisons des remparts" qui témoignent de son ancienne fonction protectrice. L'architecture traditionnelle en pierre calcaire locale, avec ses "moellons" et "pierres de taille", confère une unité visuelle à ce cœur de village. Des éléments architecturaux remarquables, tels que des gargouilles, des maisons Renaissance et des édifices religieux comme la chapelle Saint-Caprais, ponctuent le parcours au sein de ce tissu urbain ancien, classé par les Architectes des Bâtiments de France. Au-delà de ce noyau historique, Castillon-du-Gard a connu une évolution démographique notable, en particulier durant la seconde moitié du XXe siècle, entraînant une extension de son urbanisation. Aujourd'hui, environ 11,6% des 1738 hectares de la commune sont urbanisés, le reste étant constitué d'espaces naturels, agricoles et forestiers.

### Risques majeurs
Le territoire de la commune de Castillon-du-Gard est vulnérable à différents aléas naturels : météorologiques (tempête, orage, neige, grand froid, canicule ou sécheresse), inondations, feux de forêts et séisme (sismicité modérée). Il est également exposé à deux risques technologiques,  le transport de matières dangereuses et la rupture d'un barrage. Un site publié par le BRGM permet d'évaluer simplement et rapidement les risques d'un bien localisé soit par son adresse soit par le numéro de sa parcelle.

#### Risques naturels
Certaines parties du territoire communal sont susceptibles d’être affectées par le risque d’inondation par débordement de cours d'eau et par une crue torrentielle ou à montée rapide de cours d'eau, notamment la Valliguière. La commune a été reconnue en état de catastrophe naturelle au titre des dommages causés par les inondations et coulées de boue survenues en 1982, 1987, 1988, 1990, 1998, 2002, 2003, 2004 et 2005,.

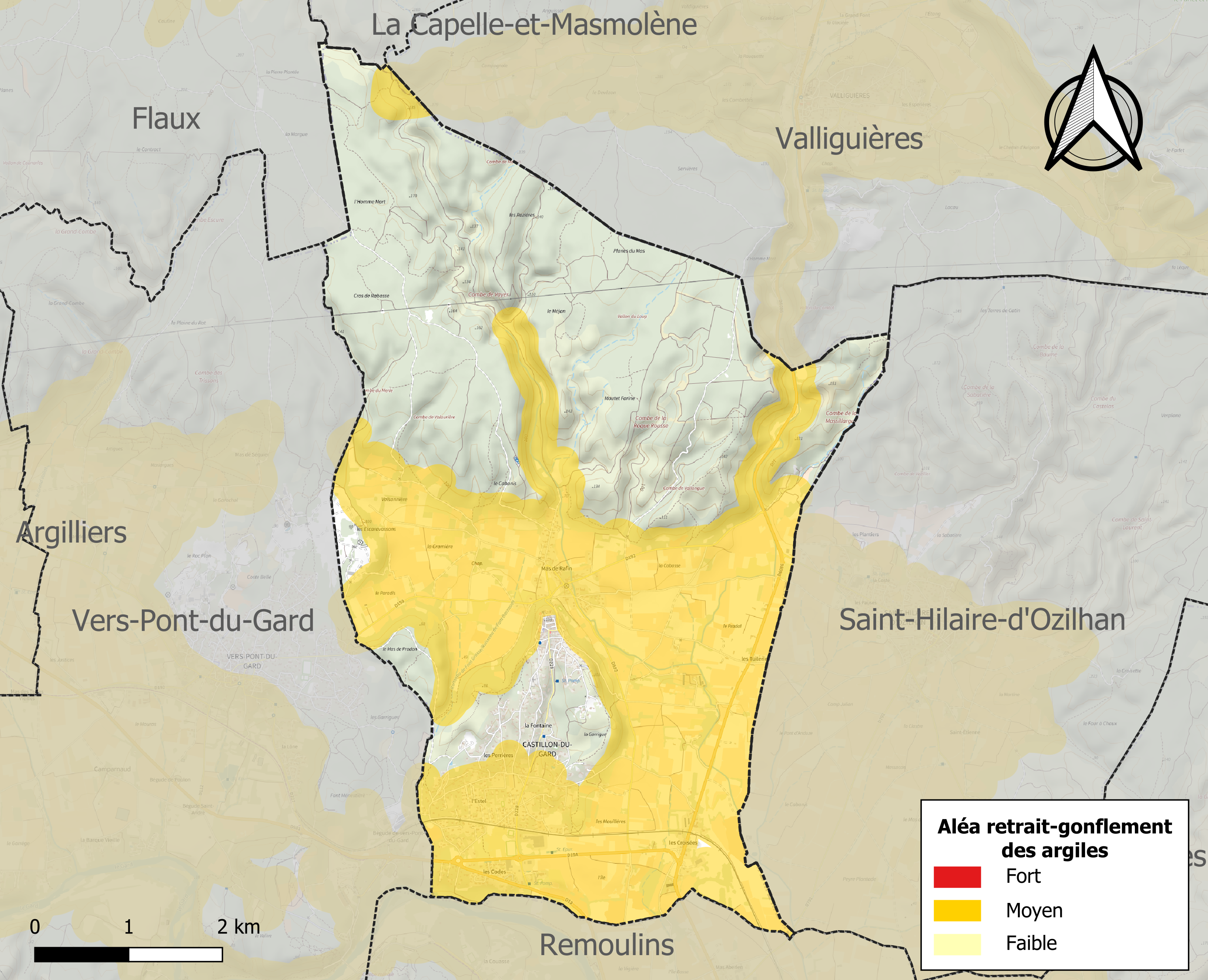
Carte des zones d'aléa retrait-gonflement des sols argileux de Castillon-du-Gard.

Le retrait-gonflement des sols argileux est susceptible d'engendrer des dommages importants aux bâtiments en cas d’alternance de périodes de sécheresse et de pluie. 51,3 % de la superficie communale est en aléa moyen ou fort (67,5 % au niveau départemental et 48,5 % au niveau national). Sur les 820 bâtiments dénombrés sur la commune en 2019, 547 sont en aléa moyen ou fort, soit 67 %, à comparer aux 90 % au niveau départemental et 54 % au niveau national. Une cartographie de l'exposition du territoire national au retrait gonflement des sols argileux est disponible sur le site du BRGM,.
Par ailleurs, afin de mieux appréhender le risque d’affaissement de terrain, l'inventaire national des cavités souterraines permet de localiser celles situées sur la commune.

#### Risques technologiques
Le risque de transport de matières dangereuses sur la commune est lié à sa traversée par des infrastructures routières ou ferroviaires importantes ou la présence d'une canalisation de transport d'hydrocarbures. Un accident se produisant sur de telles infrastructures est en effet susceptible d’avoir des effets graves au bâti ou aux personnes jusqu’à 350 m, selon la nature du matériau transporté. Des dispositions d’urbanisme peuvent être préconisées en conséquence.
La commune est en outre située en aval du barrage de Sainte-Cécile-d'Andorge, un ouvrage de classe A doté d'un PPI. À ce titre elle est susceptible d’être touchée par l’onde de submersion consécutive à la rupture de cet ouvrage.

## Toponymie

### Attestations anciennes
Le nom de la localité est attesté sous les formes Castilio en 1207 ; C. de Castellione en 1211 ; Castillo en 1265 ; Castrum Castilionis en 1307 ; Castillio en 1384 ; Locus Castilhonis en 1495 ; Castilhon en 1551 ; Le prieuré Saint-Cristofle de Castilhon en 1620 ; Castilion-du-Gard en 1694, Castillon du Gard en 1793 ; Castillon et Castillon-du-Gard depuis 1801.
Occitan Castihoun, Castilhou, du roman Castilhon, Castelhon, Castelhoo, du bas latin Castillio, Castillo, Castilio, Castellio.

## Histoire
Les traces d'occupation humaine sur le territoire de Castillon-du-Gard remontent à la Préhistoire, notamment au Paléolithique supérieur (période magdalénienne à Fontgrasse) et au Néolithique, où des communautés se sont installées sur le plateau et dans les grottes environnantes. Une possible agglomération existait déjà à l'Âge du Fer et durant la période de la République romaine sur le versant ouest du relief de Castillon.
L'époque romaine a laissé une empreinte significative. La "Paix romaine" a favorisé le développement de l'agriculture, en particulier la viticulture, comme en témoignent les vestiges de villae importantes, notamment celle de La Gramière. Ce site a révélé un grand bâtiment agricole de la fin de l'Antiquité et des traces de constructions du haut Moyen Âge, illustrant une continuité d'occupation. La proximité du Pont du Gard, chef-d'œuvre de l'ingénierie romaine, plaçait Castillon au cœur d'une zone d'influence romaine majeure.
Le Moyen Âge : Naissance du Castrum et pouvoir ecclésiastique
La première mention officielle de Castillon-du-Gard date de 1207, sous le nom de "Castrum Castelione", indiquant un lieu fortifié. Ce château, dont le village tire son nom, jouait un rôle défensif crucial. En 1211, Castillon devient une possession de l'église d'Uzès, marquant le début d'une longue période sous influence ecclésiastique. Le Prévôt de la Cathédrale d'Uzès était d'ailleurs seigneur de Castillon.
Durant le haut Moyen Âge, deux hameaux se développent avec la création des chapelles Saint-Caprais (dont les origines pourraient remonter au VIIIe siècle et qui fut modifiée au XIIe siècle) et Saint-Christophe. Le village médiéval, avec ses ruelles étroites, ses maisons fortifiées et son chemin de ronde, témoigne encore aujourd'hui de cette époque. L'agriculture, notamment la vigne et l'olivier (des traces d'huilerie des XIIIe-XIVe siècles ont été découvertes), constituait une richesse importante.
Les Guerres de Religion : Une période de troubles
Le XVIe siècle est marqué par les Guerres de Religion, qui eurent des répercussions désastreuses sur Castillon-du-Gard. En tant que site stratégique, le village fut âprement disputé entre Catholiques et Protestants. Les Protestants s'en emparèrent en 1568, puis il fut repris par les Catholiques (menés par l'Amiral de Coligny en 1570, bien que cette affiliation soit historiquement inexacte, Coligny étant un chef protestant). Les Protestants d'Uzès le reprirent en 1575, avant que les Catholiques ne s'en emparent à nouveau en mars 1580. Ces conflits entraînèrent d'importants dommages aux édifices.
De l'Ancien Régime à l'époque contemporaine
Sous l'Ancien Régime, Castillon-du-Gard faisait partie de la Viguerie de Beaucaire et du Diocèse d'Uzès. On y comptait 9 feux (foyers) en 1384, et 87 feux pour 450 habitants en 1744.
L'église paroissiale Saint-Christophe, située au cœur du village, est une construction plus récente, datant du XIXe siècle (achevée en 1865), mélangeant les influences romanes et gothiques. Cette période fut également marquée par la crise du phylloxéra, qui détruisit une partie du vignoble, ressource économique essentielle.
Au XXe siècle, le vieux village, un temps délaissé, a connu une véritable renaissance à partir des années 1970. Grâce à la passion d'acquéreurs et à des restaurations respectueuses, les maisons anciennes ont retrouvé leur lustre, redonnant à Castillon-du-Gard son caractère et son attrait touristique. Le village a également été occupé par les troupes allemandes durant la Seconde Guerre mondiale.
Aujourd'hui, Castillon-du-Gard est un village médiéval remarquablement conservé, fier de son patrimoine architectural (chapelles romanes Saint-Caprais et Saint-Christophe, vestiges de léproserie, maisons anciennes) et de son cadre paysager exceptionnel. Son histoire, visible à travers ses pierres et son urbanisme, continue d'attirer visiteurs et résidents en quête d'authenticité et de beauté

## Politique et administration

### Élections municipales et communautaires

#### Liste des maires
| Période                                  | Période  | Identité           | Étiquette | Qualité       |
| ---------------------------------------- | -------- | ------------------ | --------- | ------------- |
| 1929                                     | 1959     | Pierre Bourbal     |           |               |
| 1959                                     | 1977     | Jean Saint-Pierre  |           |               |
| 1977                                     | 2008     | Arthur Navatel     | DVD       |               |
| 2008                                     | 2020     | Jean-Louis Berne   | UMP-LR    | Fonctionnaire |
| 2020                                     | En cours | Muriel Dherbecourt | LR        |               |
| Les données manquantes sont à compléter. |          |                    |           |               |

## Population et société

### Démographie
Les habitants sont appelés les Castillonnais.

#### Évolution démographique
L'évolution du nombre d'habitants est connue à travers les recensements de la population effectués dans la commune depuis 1793. Pour les communes de moins de 10 000 habitants, une enquête de recensement portant sur toute la population est réalisée tous les cinq ans, les populations de référence des années intermédiaires étant quant à elles estimées par interpolation ou extrapolation. Pour la commune, le premier recensement exhaustif entrant dans le cadre du nouveau dispositif a été réalisé en 2005.

En 2022, la commune comptait 1 681 habitants, en évolution de +1,33 % par rapport à 2016 (Gard : +2,97 %, France hors Mayotte : +2,11 %).
| 1793 | 1800 | 1806 | 1821 | 1831 | 1836 | 1841 | 1846 | 1851 |
| ---- | ---- | ---- | ---- | ---- | ---- | ---- | ---- | ---- |
| 611  | 605  | 628  | 712  | 748  | 731  | 750  | 760  | 800  |

| 1856 | 1861 | 1866 | 1872 | 1876 | 1881 | 1886 | 1891 | 1896 |
| ---- | ---- | ---- | ---- | ---- | ---- | ---- | ---- | ---- |
| 826  | 804  | 794  | 755  | 720  | 731  | 648  | 626  | 594  |

| 1901 | 1906 | 1911 | 1921 | 1926 | 1931 | 1936 | 1946 | 1954 |
| ---- | ---- | ---- | ---- | ---- | ---- | ---- | ---- | ---- |
| 504  | 505  | 502  | 430  | 352  | 333  | 350  | 323  | 363  |

| 1962 | 1968 | 1975 | 1982 | 1990 | 1999 | 2005  | 2006  | 2010  |
| ---- | ---- | ---- | ---- | ---- | ---- | ----- | ----- | ----- |
| 434  | 468  | 589  | 716  | 759  | 943  | 1 115 | 1 152 | 1 453 |

| 2015  | 2020  | 2022  | - | - | - | - | - | - |
| ----- | ----- | ----- | - | - | - | - | - | - |
| 1 643 | 1 679 | 1 681 | - | - | - | - | - | - |

### Manifestations culturelles et festivités
Le village accueille pour la première fois Le Grand Festival International des Mecs qui Jouent sur un Tabouret les 31 mai et 1er juin 2014 sur le site communal des anciennes carrières de la SNET. Le festival se tient sous un chapiteau de cirque de 700 m2.

## Économie

### Revenus de la population et fiscalité
En 2018 (données Insee publiées en septembre 2021), la commune compte 656 ménages fiscaux, regroupant 1 612 personnes. La médiane du revenu disponible par unité de consommation est de 23 100 € (20 020 € dans le département).

### Emploi
|                | 2008   | 2013   | 2018  |
| -------------- | ------ | ------ | ----- |
| Commune        | 6,2 %  | 11,6 % | 8,2 % |
| Département    | 10,6 % | 12 %   | 12 %  |
| France entière | 8,3 %  | 10 %   | 10 %  |

En 2018, la population âgée de 15 à 64 ans s'élève à 1 006 personnes, parmi lesquelles on compte 78,6 % d'actifs (70,4 % ayant un emploi et 8,2 % de chômeurs) et 21,4 % d'inactifs,. Depuis 2008, le taux de chômage communal (au sens du recensement) des 15-64 ans est inférieur à celui de la France et du département.
La commune est hors attraction des villes,. Elle compte 357 emplois en 2018, contre 319 en 2013 et 337 en 2008. Le nombre d'actifs ayant un emploi résidant dans la commune est de 717, soit un indicateur de concentration d'emploi de 49,8 % et un taux d'activité parmi les 15 ans ou plus de 58,3 %.
Sur ces 717 actifs de 15 ans ou plus ayant un emploi, 143 travaillent dans la commune, soit 20 % des habitants. Pour se rendre au travail, 89,1 % des habitants utilisent un véhicule personnel ou de fonction à quatre roues, 1,9 % les transports en commun, 4 % s'y rendent en deux-roues, à vélo ou à pied et 5 % n'ont pas besoin de transport (travail au domicile).

### Activités hors agriculture

#### Secteurs d'activités
208 établissements sont implantés  à Castillon-du-Gard au 31 décembre 2019. Le tableau ci-dessous en détaille le nombre par secteur d'activité et compare les ratios avec ceux du département,.
| Secteur d'activité                                                                                        | Commune | Commune | Département |
| Secteur d'activité                                                                                        | Nombre  | %       | %           |
| --- | ------- | ------- | ----------- |
| Ensemble                                                                                                  | 208     | 100 %   | (100 %)     |
| Industrie manufacturière, industries extractives et autres                                                | 14      | 6,7 %   | (7,9 %)     |
| Construction                                                                                              | 32      | 15,4 %  | (15,5 %)    |
| Commerce de gros et de détail, transports, hébergement et restauration                                    | 78      | 37,5 %  | (30 %)      |
| Information et communication                                                                              | 5       | 2,4 %   | (2,2 %)     |
| Activités financières et d'assurance                                                                      | 5       | 2,4 %   | (3 %)       |
| Activités immobilières                                                                                    | 7       | 3,4 %   | (4,1 %)     |
| Activités spécialisées, scientifiques et techniques et activités de services administratifs et de soutien | 27      | 13 %    | (14,9 %)    |
| Administration publique, enseignement, santé humaine et action sociale                                    | 18      | 8,7 %   | (13,5 %)    |
| Autres activités de services                                                                              | 22      | 10,6 %  | (8,8 %)     |

Le secteur du commerce de gros et de détail, des transports, de l'hébergement et de la restauration est prépondérant sur la commune puisqu'il représente 37,5 % du nombre total d'établissements de la commune (78 sur les 208 entreprises implantées  à Castillon-du-Gard), contre 30 % au niveau départemental.

#### Entreprises et commerces
Les cinq entreprises ayant leur siège social sur le territoire communal qui génèrent le plus de chiffre d'affaires en 2020 sont : 
- Jad Groupe, activités des sociétés holding (2 240 k€) ;
- Société Hôtelière De Castillon Du Gard, hôtels et hébergement similaire (1 359 k€) ;
- Isobox, fabrication de structures métalliques et de parties de structures (749 k€) ;
- L'amphitryon, restauration traditionnelle (321 k€) ;
- Fadilec Consulting, conseil pour les affaires et autres conseils de gestion (192 k€).

### Agriculture
La commune est dans les Garrigues, une petite région agricole occupant le centre du département du Gard. En 2020, l'orientation technico-économique de l'agriculture  sur la commune est la viticulture. 
|               | 1988 | 2000 | 2010 | 2020 |
| ------------- | ---- | ---- | ---- | ---- |
| Exploitations | 39   | 23   | 21   | 22   |
| SAU (ha)      | 433  | 390  | 323  | 353  |

Le nombre d'exploitations agricoles en activité et ayant leur siège dans la commune est passé de 39 lors du recensement agricole de 1988  à 23 en 2000 puis à 21 en 2010 et enfin à 22 en 2020, soit une baisse de 44 % en 32 ans. Le même mouvement est observé à l'échelle du département qui a perdu pendant cette période 61 % de ses exploitations,. La surface agricole utilisée sur la commune a également diminué, passant de 433 ha en 1988 à 353 ha en 2020. Parallèlement la surface agricole utilisée moyenne par exploitation a augmenté, passant de 11 à 16 ha.

## Culture locale et patrimoine

### Lieux et monuments

#### Monuments historiques
La commune est riche de quatre monuments historiques :
- la chapelle Saint-Caprais. Elle fait l’objet d’une inscription au titre des monuments historiques depuis le 20 décembre 1945[37] ;
- l'immeuble, références cadastrales E 81, début de construction du Xe siècle. Les façades et les toitures sur rue font l’objet d’une inscription au titre des monuments historiques depuis le 20 septembre 1972[38] ;
- l'immeuble, références cadastrales E 120, 124, 438, début de construction du Xe siècle. Les façades et les toitures sur rue font l’objet d’une inscription au titre des monuments historiques depuis le 20 septembre 1972[39] ;
- l'immeuble dit ancienne forge, également appelée « ancien presbytère », rue du Presbytère, début de construction du XIIIe siècle. Les éléments du décor architectural de la façade sur rue, ainsi que de l'ancien balcon sur la cour font l’objet d’une inscription au titre des monuments historiques depuis le 9 décembre 1985[40].

#### Autres lieux et monuments
- L'église Saint-Christophe de Castillon-du-Gard.
- La chapelle dite chapelle romane de Castillon-du-Gard.
- La chapelle Saint-Christophe de Castillon-du-Gard.
- Villa gallo-romaine de la Gramière
- La fontaine Castelione
- Moulin à vent

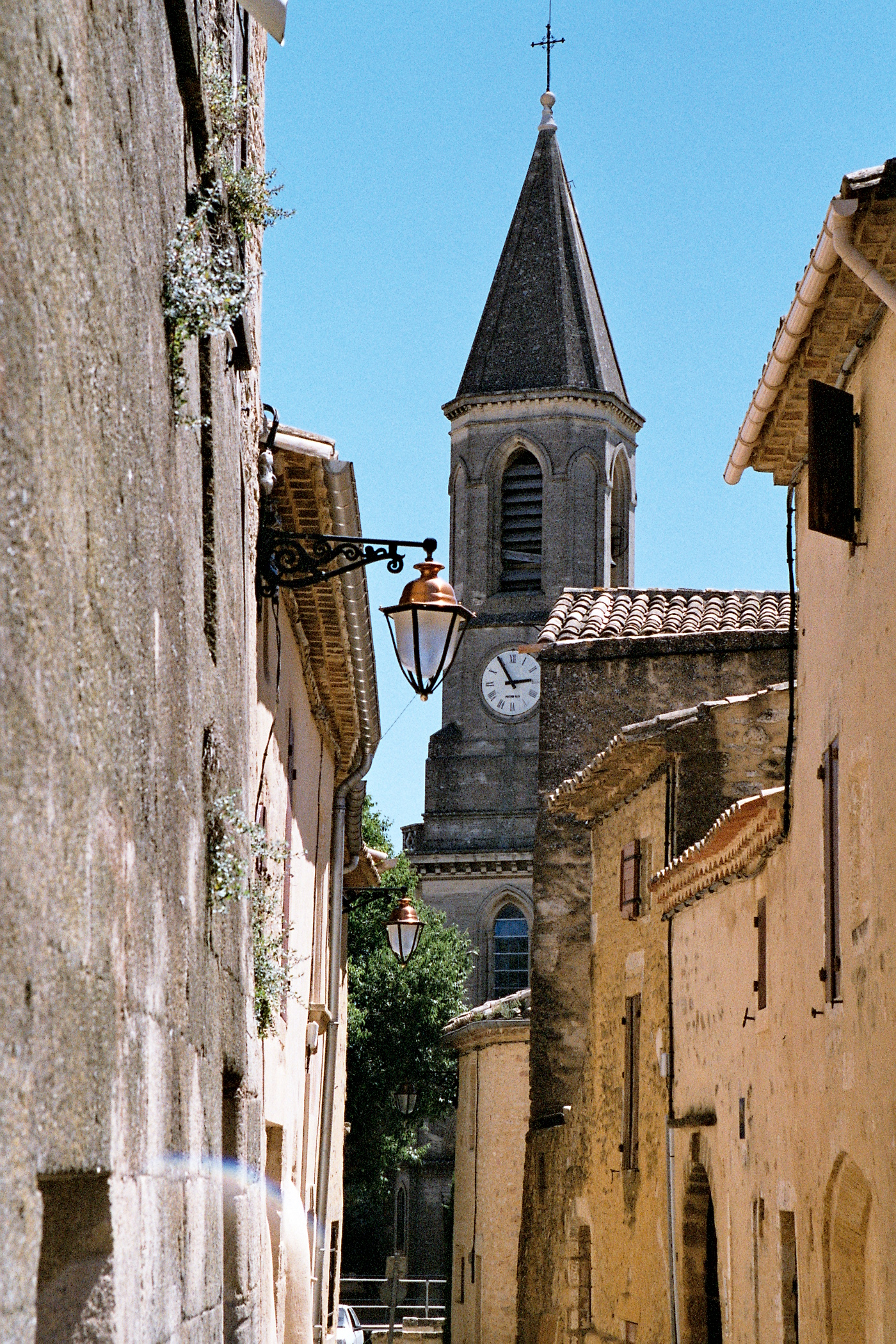
Une ruelle et le clocher de l'église Saint-Christophe.
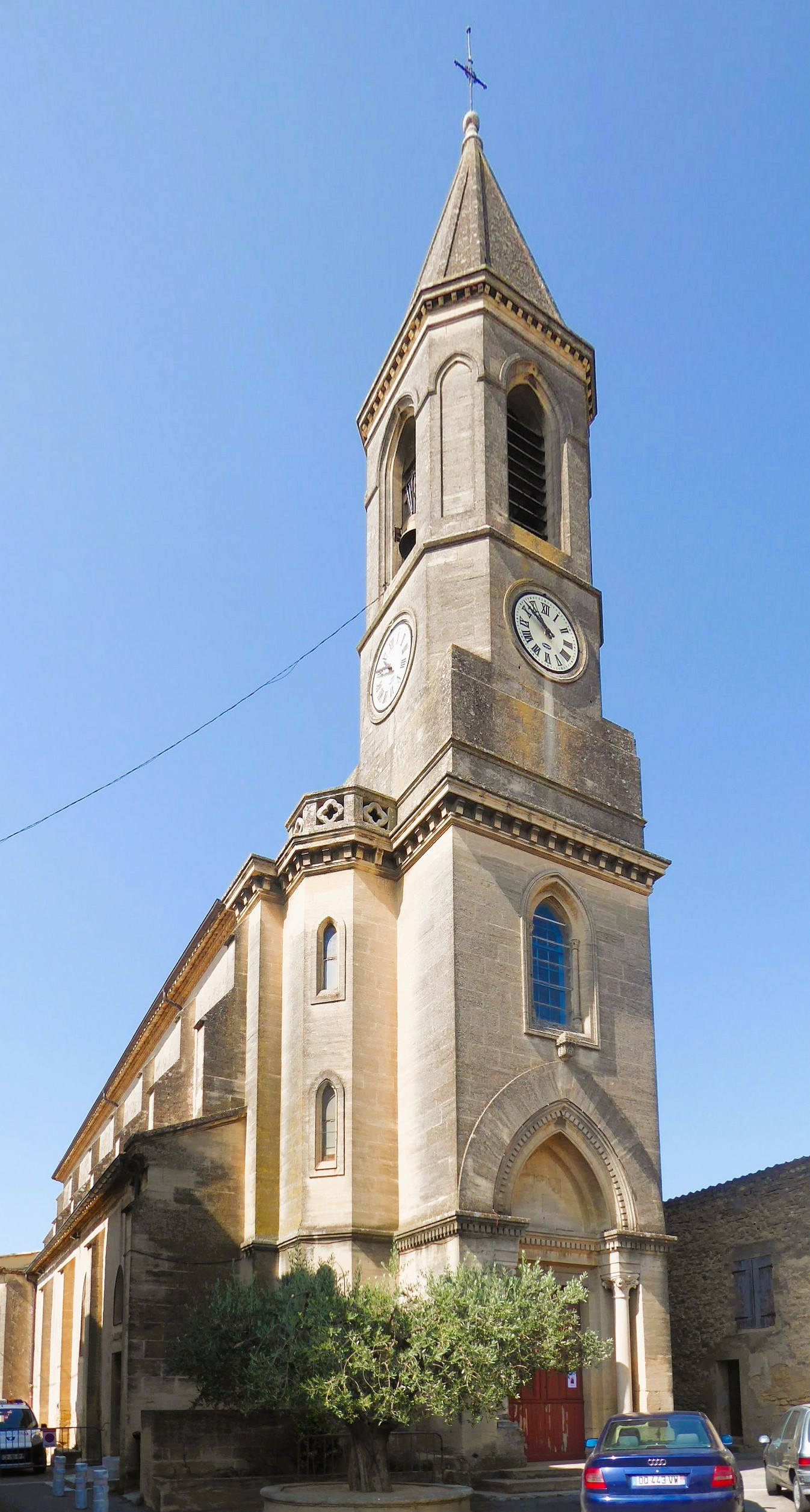
Église Saint-Christophe.
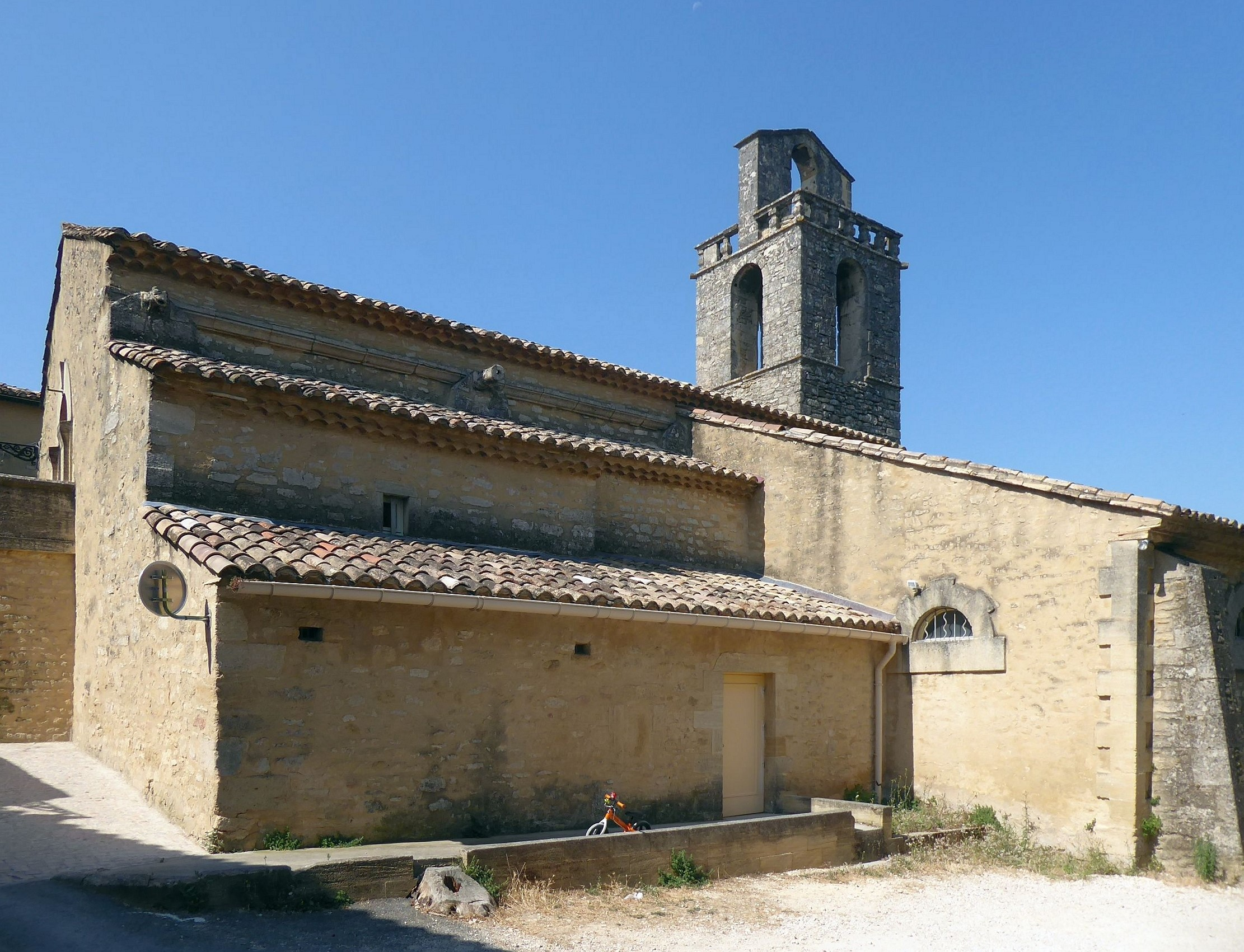
Chapelle dite chapelle romane de Castillon-du-Gard.
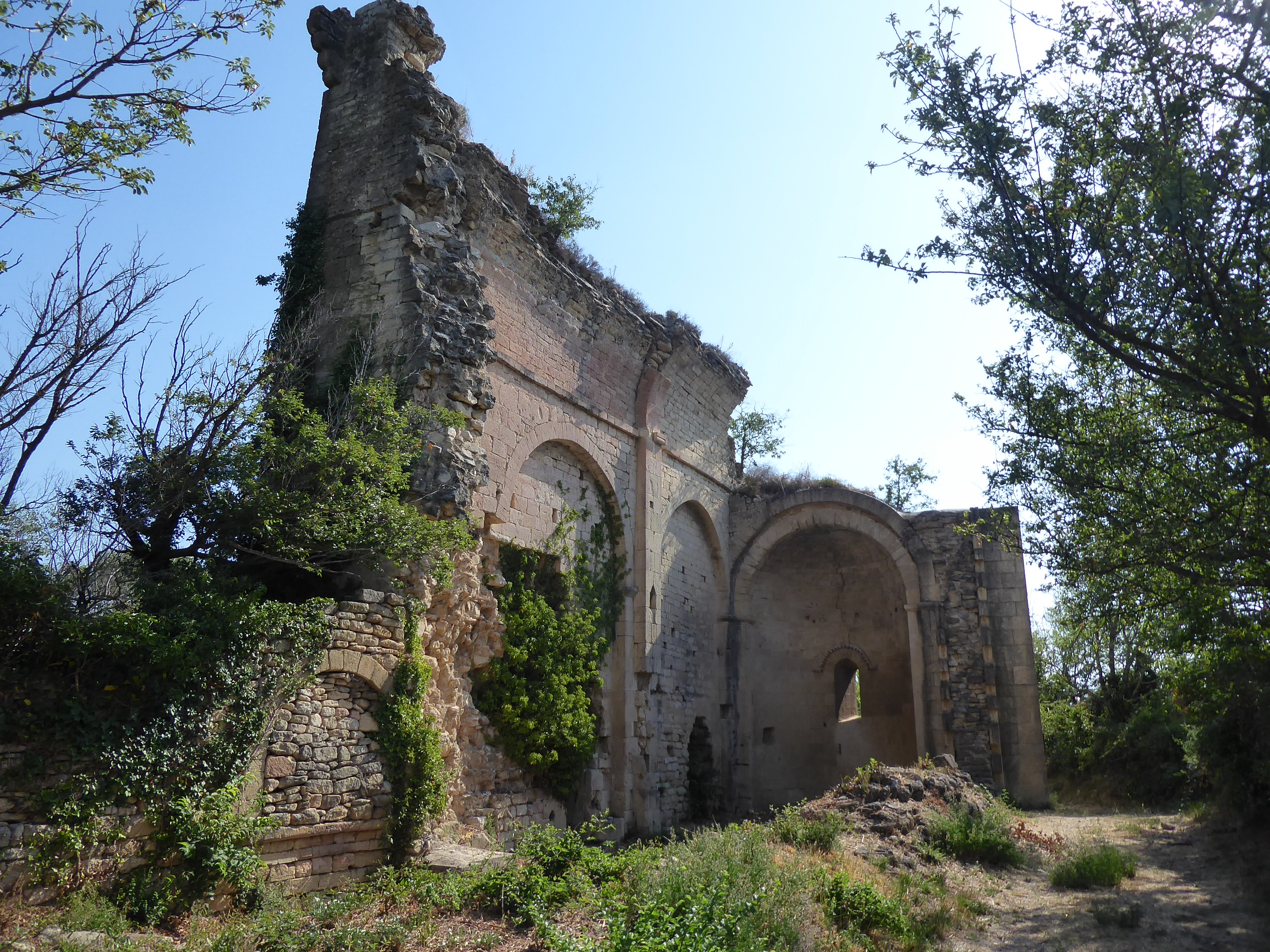
Chapelle Saint-Christophe de Castillon-du-Gard.

### Personnalités liées à la commune
- Jean Chabanon (1801-1878), député du Gard, né dans la commune.
- Pierre Parsus (1921-2022), artiste-peintre, a habité dans la commune.

### La commune dans les arts
Le village a servi de cadre à l'émission télévisée Coup de foudre au prochain village, diffusée sur TF1 en janvier 2013[réf. souhaitée].

### Héraldique
| Blason de Castillon-du-Gard | Blason  | D'argent à la bande losangée d'or et d'azur. |
| Blason de Castillon-du-Gard | Détails |                                              |